# Piazza della Vittoria (Brescia)
Piazza della Vittoria, o più semplicemente piazza Vittoria, è una delle principali piazze di Brescia, costruita fra il 1927 e il 1932 su progetto dell'architetto e urbanista Marcello Piacentini attraverso la demolizione di una parte del centro storico medievale. Oggetto di smantellamento degli elementi rappresentativi dell'ideologia fascista nel Secondo dopoguerra è un emblema di architettura e organizzazione urbanistica del ventennio.

## Storia
La piazza fu realizzata nel 1932 attraverso la demolizione dell'antica area medievale del quartiere delle Pescherie, il lembo meridionale del quartiere del Carmine che al tempo si estendeva fin lì, chiuso a est dai portici di Via Dieci Giornate. Il quartiere si sviluppava fra vicoli angusti, larghi anche solo due metri, su cui si affacciavano edifici di edilizia medievale che toccavano i venticinque metri di altezza. Le principali attività commerciali del quartiere, cioè commercio di pesce, formaggio, carne e granaglie ne facevano un luogo importante dal punto di vista commerciale, anche se erano anni che si concentrava su questa zona l'interesse di una "riqualificazione" urbanistica, soprattutto per le precarie condizioni igieniche, ma non solo.
Sostenuti da una forma politica che non ammetteva contrasti e opposizioni e dal bresciano Augusto Turati, il nuovo segretario nazionale del Partito fascista, gli amministratori bresciani avviarono, nel 1927, un processo di razionalizzazione globale del volto urbano, immediatamente sostenuto dalle alte gerarchie del governo e anche dallo stesso Benito Mussolini: fu indetto un concorso, al quale parteciparono praticamente tutte le personalità nazionali nel mondo dell'architettura, anche di corrente modernista, ma il concorso ebbe alla fine solo valenza d'indirizzo. Infatti il progetto venne poi affidato all'accreditato architetto romano Marcello Piacentini che disegnò un nuovo piano regolatore su un'ampia parte del territorio comunale. Questo progetto prevedeva quindi l'apertura di una piazza nel nucleo storico cittadino, al posto dell'antico quartiere delle Pescherie, in contemporanea al riassestamento della rete viaria urbana che avrebbe visto Brescia attraversata da due arterie perpendicolari che avrebbero velocizzato il traffico. Lo sventramento ebbe inizio nel 1929 e fu completato in meno di due anni.
Durante i lavori andarono perdute una serie di opere di valore soprattutto storico, ad esempio la stessa urbanistica medievale del quartiere e i suoi edifici caratteristici, fra cui alcuni palazzi dalle facciate affrescate, uno dei quali è stato inglobato oggi nell'edificio delle poste. Opere perdute di maggior rilievo furono invece, ad esempio, il macello quattrocentesco e la romanica chiesetta di Sant'Ambrogio, rifatta nel XVIII secolo, e i resti della longobarda curia ducis. Dagli scavi emersero inoltre importanti reperti e testimonianze del passato, in particolare sette ritrovamenti degni di nota: le fondamenta della cinta urbana tardo-antica (ora sotto il Palazzo delle Poste) e di una torre (davanti al palazzo), quelle di un palazzo ducale di età longobarda (a sud del nuovo Monte di Pietà), tre resti di ponti o volti sul torrente Garza (due a est del torrione dell'Ina e uno a nord di Piazza del Mercato) e la parete affrescata di una chiesa del XIII secolo a nord dell'angolo fra Corso Zanardelli e Corso Palestro, emersa durante lavori successivi avvenuti nel 1937.
Nel 2008, infine, durante gli scavi per la realizzazione della metropolitana di Brescia, sono state trovate nuovamente delle fondamenta di una torre di epoca medievale, ritrovamento che ha rallentato notevolmente i lavori per favorire la salvaguardia del nuovo reperto archeologico.
Questo metodo costruttivo, basato sulla demolizione di un'area comunque storica della città, all'epoca portò comunque pareri discordanti, tra chi pensava che la demolizione avesse privato il centro storico di gran parte del suo sapore antico e caratteristico, e altri che lo interpretavano come un atto risanatore di un quartiere ormai decadente. Ma non era una novità per l'epoca questo modus operandi, basti ricordare la Spina di Borgo a Roma, demolita per far posto alla nuova Via della Conciliazione.

## Descrizione
Il progetto di Piacentini è in stile razionalista, ricco di volumi nitidi, squadrati e ricoperti di lucente marmo bianco, con molti richiami alla romanità.
La piazza ha una forma a L, cioè un rettangolo con il lato lungo parallelo all'asse nord-sud e, nell'angolo nord-ovest, la rimanente porzione d'area che costituisce la L. Sull'angolo retto interno c'è l'alto Torrione INA, Istituto Nazionale Assicurazioni, che con i suoi 15 piani e 57,25 m d'altezza è il primo grattacielo costruito in Italia e tra i primissimi in Europa. Sullo sfondo nord sorge invece il grande Palazzo delle Poste, con il suo rivestimento in bicromia bianco-ocra. Completano la piazza la Torre della Rivoluzione, con un orologio e - in passato - un bassorilievo raffigurante Mussolini a cavallo, e altri tre palazzi diversamente risolti e maggiormente richiamanti all'architettura classica, con vasto utilizzo dell'ordine dorico e della serliana.
Prominente sulla scena della piazza era una grande scultura di Arturo Dazzi raffigurante un giovane nudo e leggermente proteso in avanti, opera monumentale collocata circa a metà del fianco ovest all'interno di una fontana esagonale. La statua, ufficialmente intitolata "L'Era Fascista" ma popolarmente nota come il "Bigio", fu rimossa nell'immediato dopoguerra con gli altri simboli fascisti della piazza, ma conservata nei depositi comunali.
Tra le altre opere decorative vi era un altorilievo in cotto raffigurante l'episodio dell'annunciazione realizzato dello scultore Arturo Martini, che fu distrutto durante i bombardamenti della seconda guerra mondiale che colpirono anche il Palazzo Peregallo, che fa da sfondo sud alla piazza.
Ancora presente, invece, sotto la Torre della Rivoluzione, l'arengario in pietra rossa di Tolmezzo che serviva come palco per gli oratori durante le adunanze cittadine e fu utilizzato anche da Benito Mussolini, che vi tenne un discorso durante la cerimonia di inaugurazione della piazza nel 1932.
L'arengario è decorato da un ciclo di nove lastre marmoree lavorate a bassorilievo raffiguranti ognuna, in ordine cronologico, un momento o un personaggio saliente nella storia di Brescia: si hanno quindi, partendo dal retro, la Vittoria alata a ricordo dell'originaria dominazione romana, Re Desiderio, Arnaldo da Brescia, Berardo Maggi, SS. Faustino e Giovita, Romanino e Moretto, le Dieci giornate di Brescia, la prima guerra mondiale e l'Era Fascista, recante la scritta, scalpellata via nel dopoguerra ma ancora leggibile, "FASCISMO ANNO X" in riferimento al decimo anniversario dalla nascita del fascismo (Piazza Vittoria fu inaugurata nel 1932, dieci anni dopo la Marcia su Roma).
Fra il bassorilievo dedicato ai pittori Romanino e Moretto e quello dedicato alle X Giornate, si ha il grande fronte dell'arengario occupante lo spazio di due lastre, decorato al centro dalla leonessa, simbolo della città, contornata dalle scritte "BRIXIA FIDELIS FIDEI ET JVSTITIAE" a destra e "BRESCIA LA FORTE BRESCIA LEONESSA D'ITALIA" a sinistra, a ricordo quindi dei versi del Carducci.
A nord-est della piazza una grande scalinata, contornante il Palazzo delle Poste, colma il dislivello creatosi tra Piazza Vittoria e il piano costituito da Piazza della Loggia e via X Giornate.

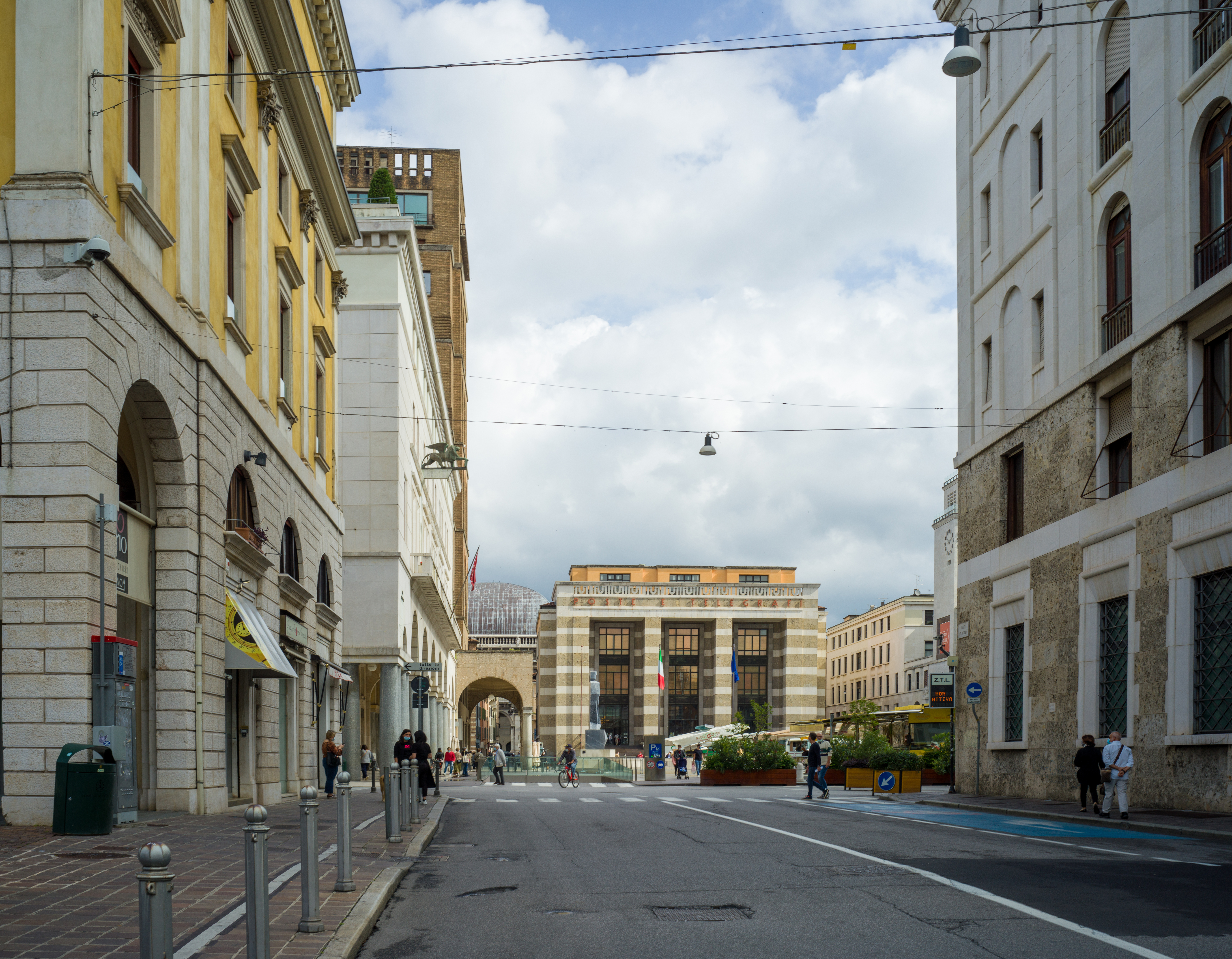
Piazza Vittoria in un prospetto da piazza del Mercato; sulla sinistra si intravede infatti palazzo Beretta

Piazza Vittoria, oltre ad ospitare la sede centrale delle Poste, è sede del mercato dell'antiquariato ogni seconda domenica del mese, ed è sede di una stazione della metropolitana di Brescia, chiamata appunto Vittoria. 
La realizzazione del grande parcheggio sotterraneo, avvenuta nel 1974, ha obbligato all'apertura di vaste grate di aerazione su buona parte dell'area centrale della piazza.
La generale ristrutturazione della piazza, connessa alla creazione della stazione della metropolitana, è stata ultimata sul finire del 2013. L'area è stata resa completamente pedonale, con una nuova pavimentazione e la costruzione di una nuova fontana sul lato ovest, simile a quella presente nella sistemazione originaria, al centro della quale è posto un piedistallo che dovrà sostenere una statua ancora da definirsi (il progetto iniziale prevedeva la ricollocazione del "Bigio", idea però tramontata con la nuova amministrazione comunale guidata da Del Bono).

## Torrione INA

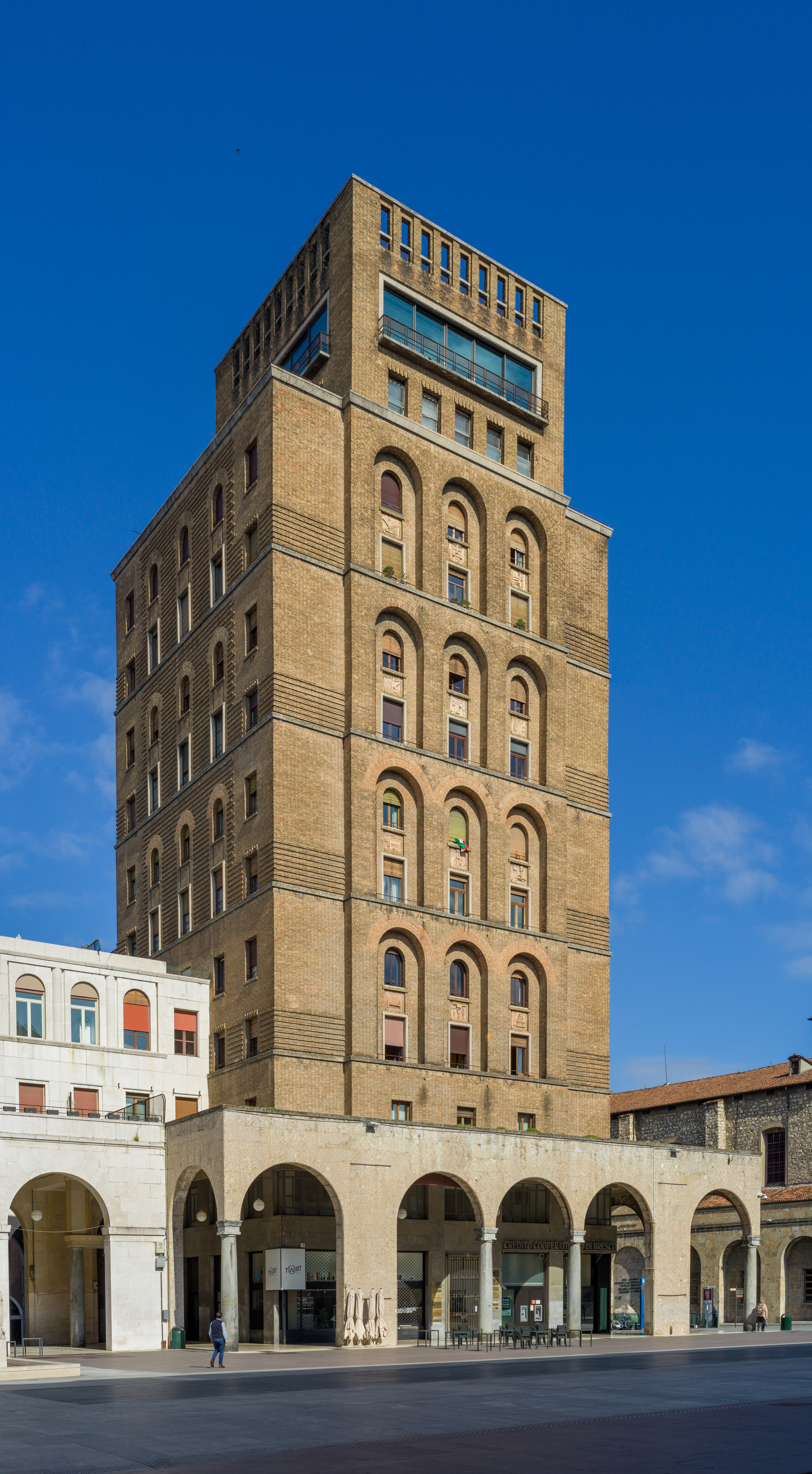
Dettaglio del Torrione INA

Vi si erge il Torrione o Torrione INA, primo grattacielo d'Italia e primo in Europa ad essere realizzato in cemento armato.

## I progetti paralleli alla piazza

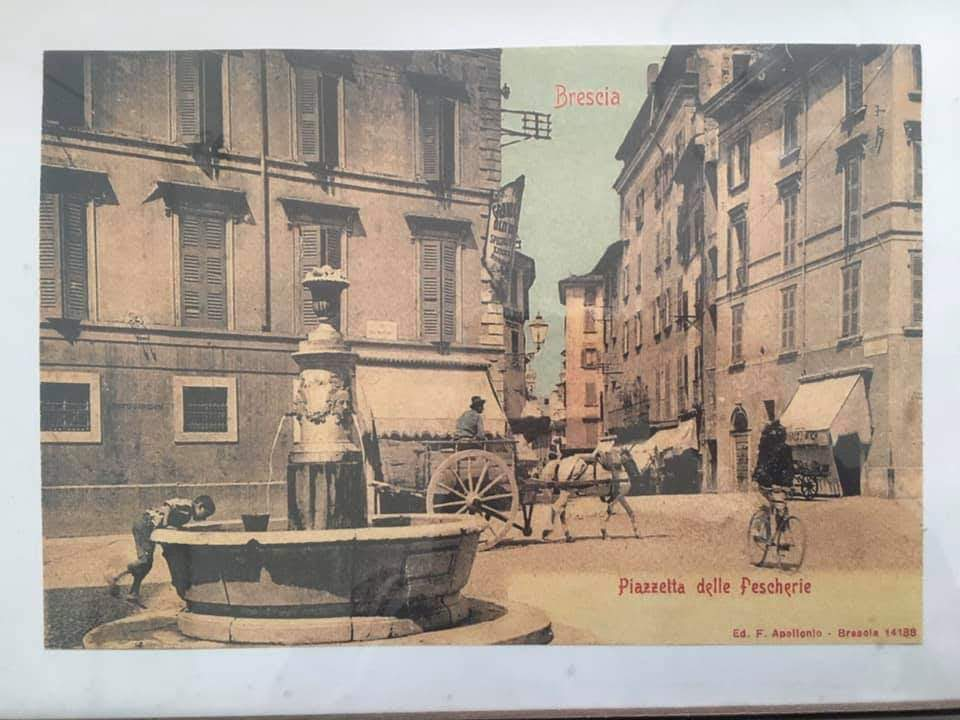
Una veduta di piazzetta delle Pescherie, facente parte del vecchio quartiere medievale poi demolito

Come detto in precedenza, l'operazione di riqualificazione del volto urbano di Brescia promossa dal piano regolatore del 1927, in realtà, doveva essere più estesa: Piazza della Vittoria era infatti solamente il nodo centrale di un'idea più ampia, in linea con l'ormai tarda visione urbanistica ottocentesca di dotare ogni città di due ampie strade che la attraversassero a croce, consentendo così un facile scorrimento del traffico. In Brescia, questa croce si sarebbe realizzata tramite ulteriori sventramenti e ampliamenti: il braccio est sarebbe stato la via Tosio che, da piazzale Arnaldo (ricostruito in modo monumentale sul fondo e sul lato opposto al Mercato dei Grani) avrebbe proseguito in direzione del centro, uscendo prima in piazzetta Vescovado, quindi passando dietro il Teatro Grande e infine tagliando i portici per collegarsi direttamente con il lato sud di piazza della Vittoria. Il braccio sud, invece, fu sdoppiato in un braccio sud (via Gramsci, che presentava una strettoia prima di piazza del Mercato) e in un braccio sud-ovest, ovvero corso Martiri della Libertà, anch'esso ampliato a nord dopo corso Palestro (l'attuale via Fratelli Porcellaga, difatti, era anticamente un vicolo). Il braccio ovest avrebbe previsto un secondo, grande sventramento della città con l'apertura della "Traversa della Pallata" che, da circa metà altezza di corsetto Sant'Agata (che si sarebbe dovuto ampliare), arrivava fino alla Torre della Pallata e da lì avrebbe proseguito lungo un rettificato corso Garibaldi. Il braccio nord, infine, si sarebbe ricavato dalla rettificazione di via San Faustino. La mancanza di fondi da parte del comune, impoverito dalla realizzazione di piazza della Vittoria, impedì la realizzazione di tutte queste idee, ad eccezione dell'avvio della creazione dell'ideale braccio est con la demolizione del Palazzo San Paolo all'inizio di via Tosio.
Numerosi, inoltre, furono i progetti di enucleazione di chiese e monumenti, molti di fatto realizzati e forse non troppo a torto, consentendo infatti oggigiorno di godere visuali ottimali di molti edifici che, altrimenti, si sarebbero rivelati terribilmente sacrificati in angusti vicoletti. È il caso, ad esempio, della chiesa di San Francesco d'Assisi, la cui facciata fu liberata a ovest da un gruppo di case medievali, del Duomo vecchio, del quale fu reso visibile il fianco destro demolendo una fila di edifici che si snodava fra esso e l'ottocentesco palazzo Negroboni. Degni di nota furono inoltre i lavori al Capitolium, che fu liberato da tutte le abitazioni che lo circondavano e parzialmente ricostruito con un'attenta ristrutturazione stilistica, ancora oggi ammirabile; così come, sempre in piazza del Foro, per la sopravvissuta colonna dell'antico foro romano, all'inizio di Vicolo Lungo, la cui enucleazione e restauro furono operati sempre in quegli anni.
Altri progetti paralleli, ma mai realizzati, furono ad esempio la rivelazione del fianco della chiesa di Santa Maria del Carmine, da ottenersi abbattendo gli edifici su via San Faustino che ne occludevano la vista, così come la liberazione della sua facciata e del suo abside, chiusi negli stretti vicoli in cui si trovano ancora oggi. Stesso trattamento sarebbe stato riservato all'abside della chiesa di San Giovanni Evangelista, per il Duomo vecchio (dove il progetto, realizzato solo in parte, prevedeva anche l'abbattimento di alcuni edifici lungo via Mazzini per liberarne anche il retro) e per il santuario di San Faustino in Riposo, che sarebbe stato enucleato a nord attraverso l'ampliamento di piazza della Loggia, permettendo anche la liberazione della facciata della chiesa di San Giuseppe.

## Servizi
La piazza è munita di un parcheggio sotterraneo capace di contenere circa 450 posti auto.

## Galleria d'immagini

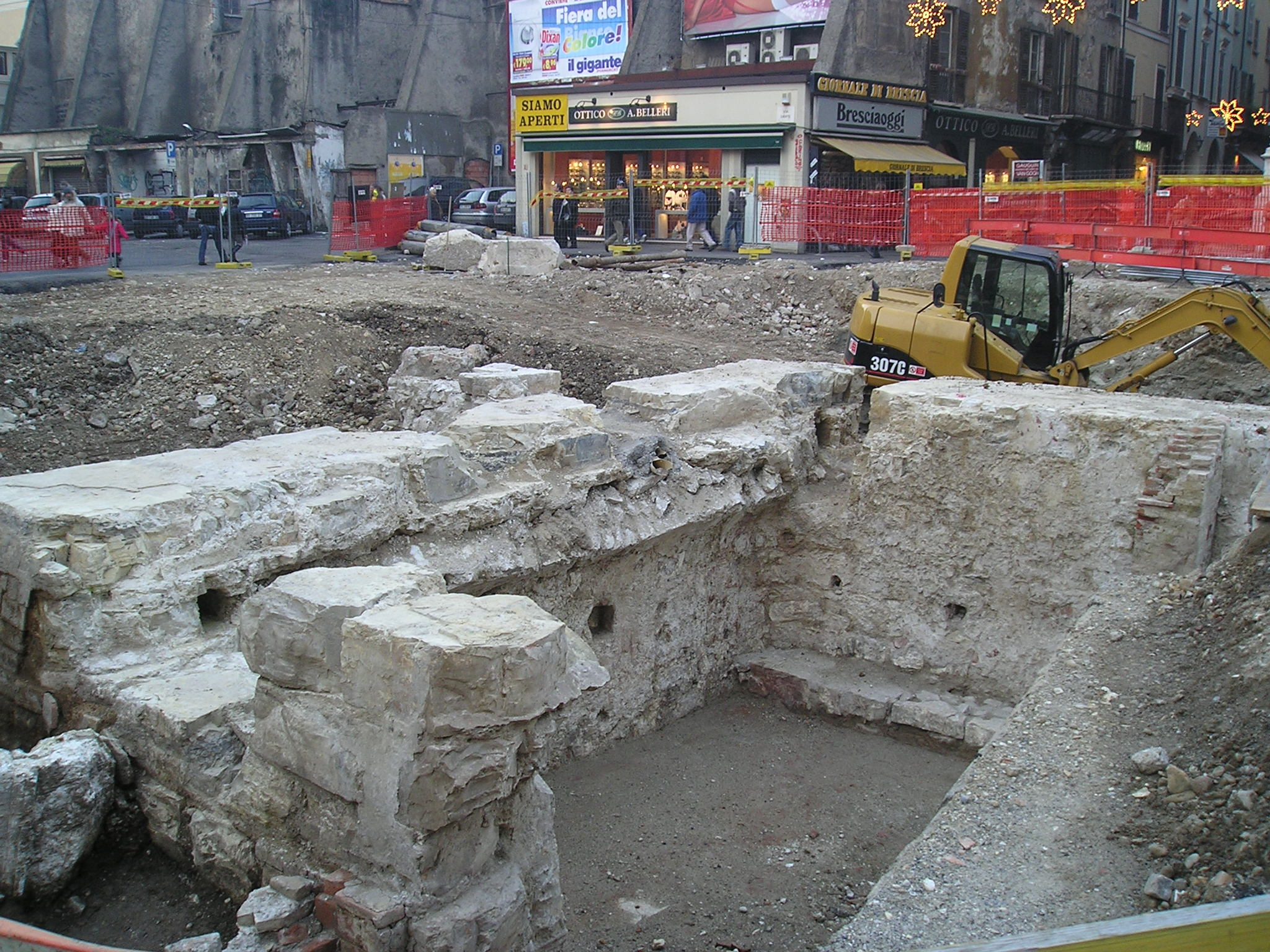
Resti di una delle torri della cinta medievale trovati durante i lavori della metropolitana
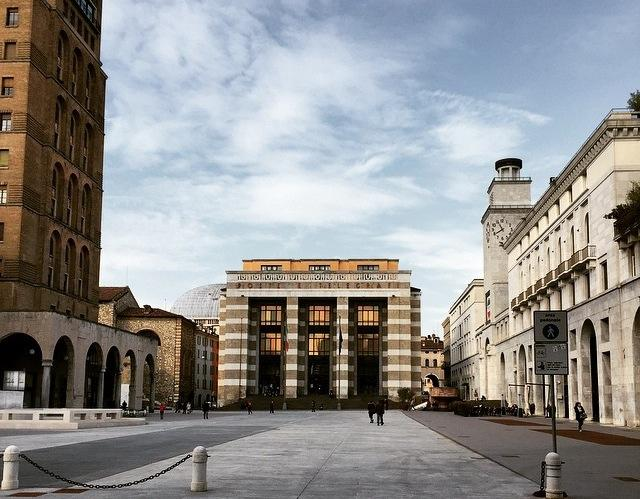
Piazza della Vittoria
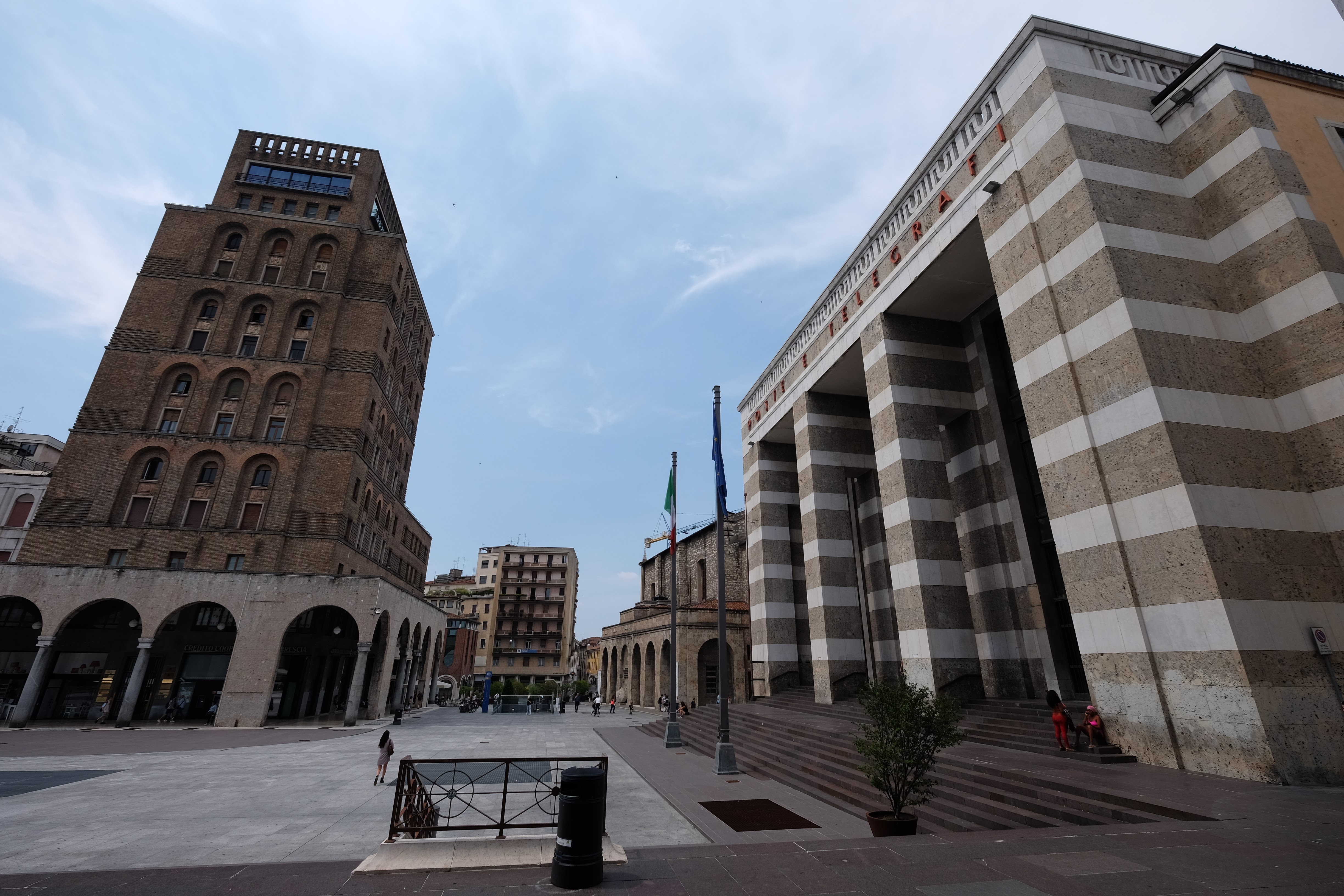
Il palazzo delle poste ed il Torrione Ina
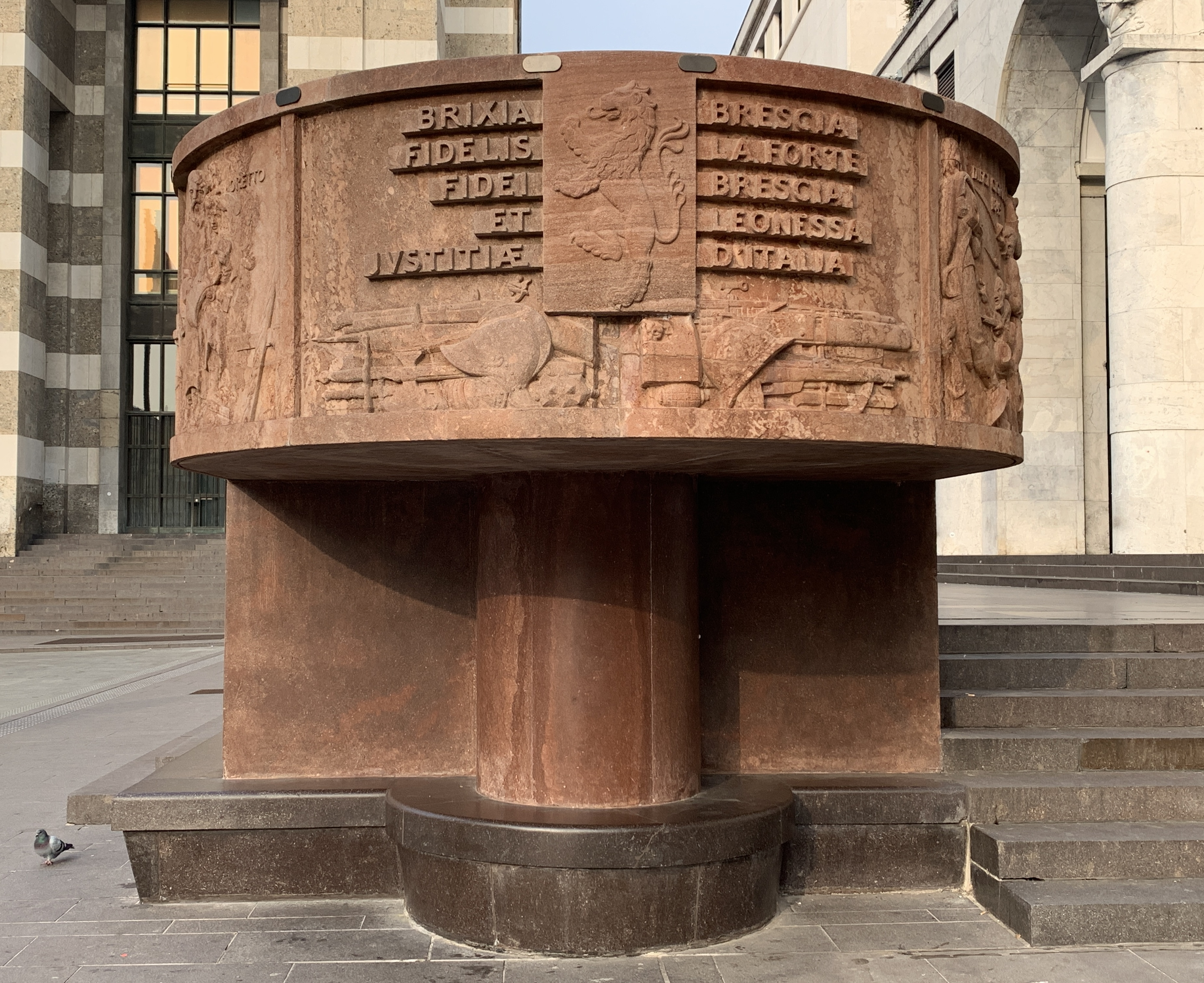
Arengario di piazza Vittoria
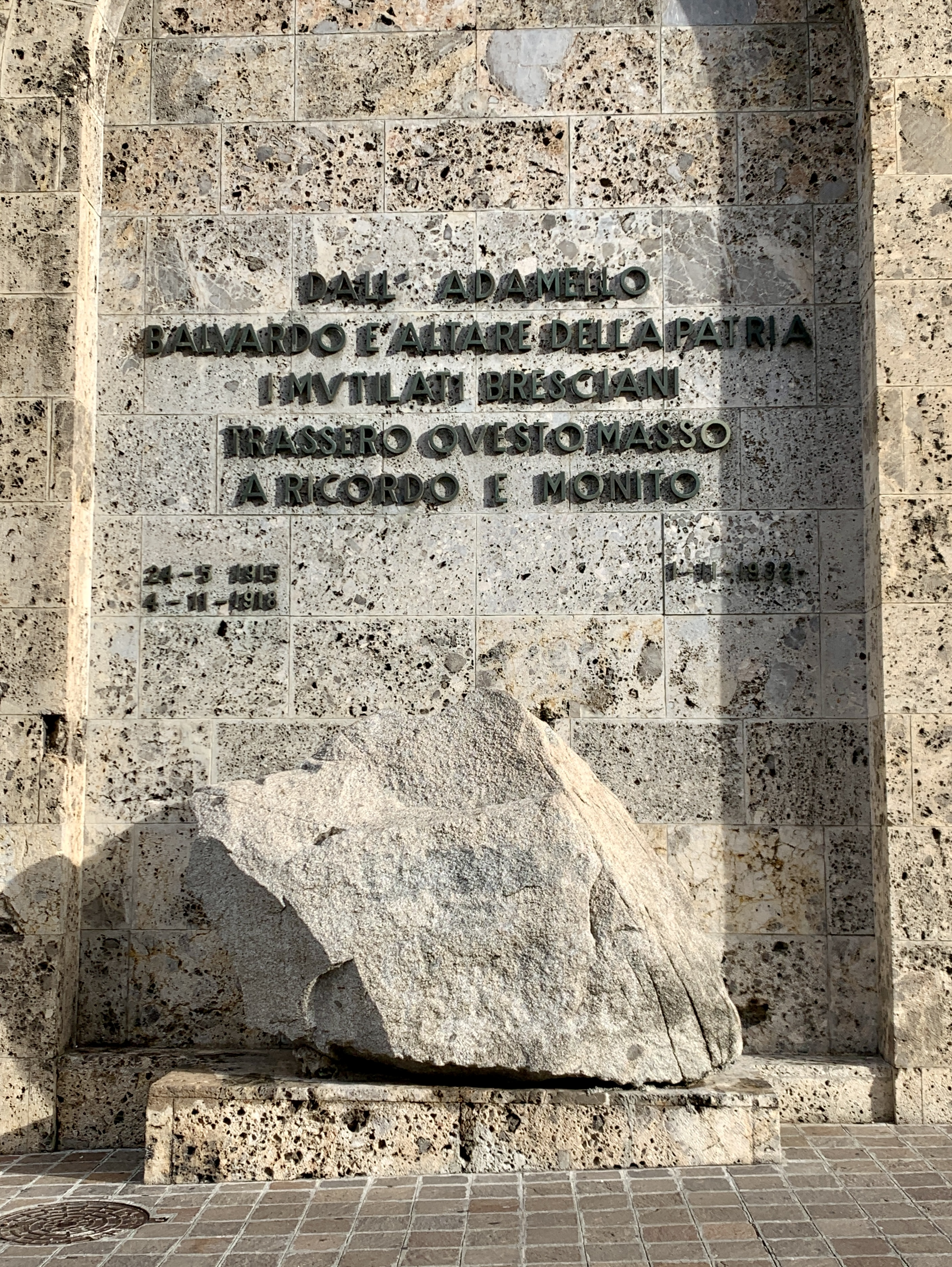
Masso dell'Adamello
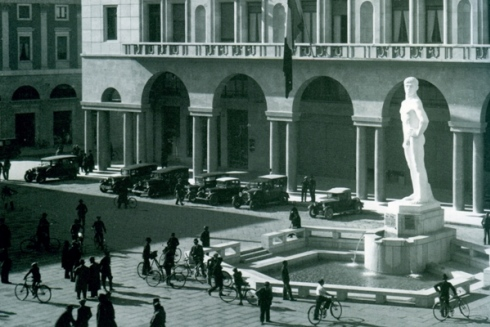
Una foto d'epoca con in prima vista la statua del Bigio
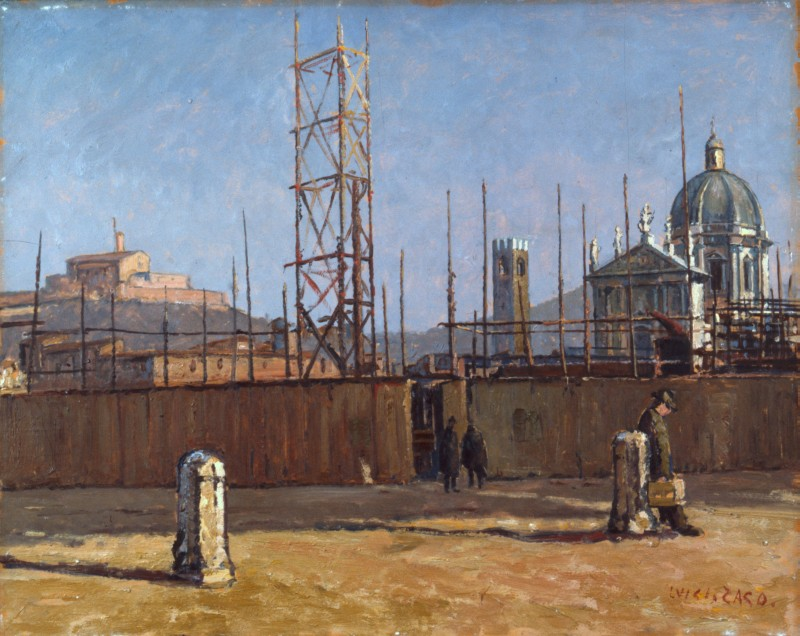
Le demolizioni del quartiere medievale di Brescia per la realizzazione di piazza Vittoria